# Phymatodes triphylla
Phymatodes triphylla là một loài dương xỉ trong họ Dipteridaceae. Loài này được Jacq. C. Chr. & Tardieu mô tả khoa học đầu tiên năm 1941.